# Papilio andraemon
Bướm phượng Bahama (Papilio andraemon) là một loài bướm ngày thuộc họ Papilionidae. Nó được tìm thấy ở Bahamas, Cuba và Jamaica.
Sải cánh dài 96–102 mm. Con trưởng thành bay từ tháng 4 đến tháng 10 làm 3 đợt mỗi năm.
Ấu trùng ăn nhiều loài trong họ Rutaceae, bao gồm Citrus, Ruta và Zanthoxylum.

## Phụ loài
- Papilio andraemon andraemon (Florida, Cuba, Jamaica)
- Papilio andraemon bonhotei Sharpe, 1900 (Bahamas)
- Papilio andraemon tailori Rothschild & Jordan, 1906 (Cayman Islands)

## Hình ảnh

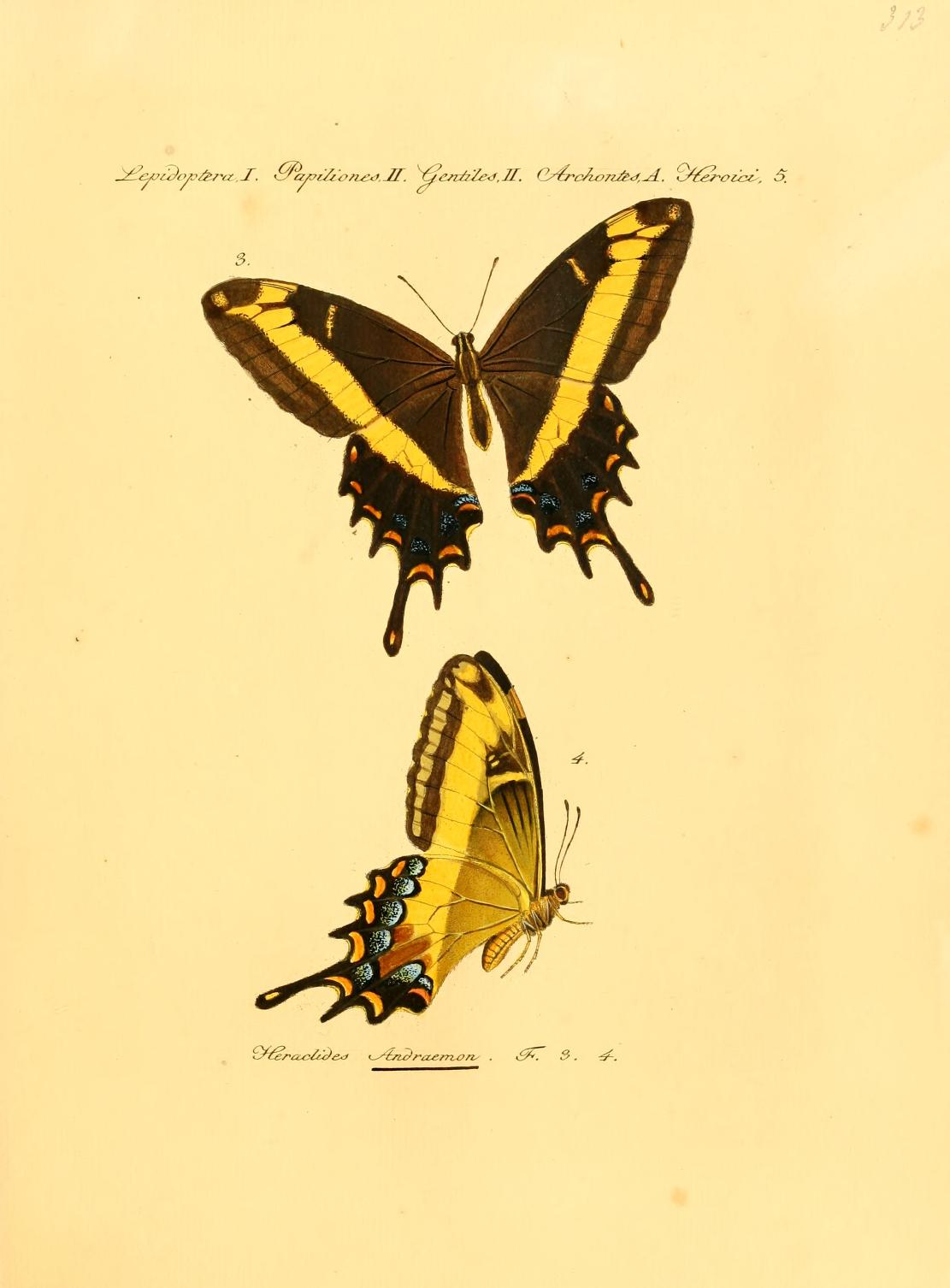